# Helicobia serrata
Helicobia serrata är en tvåvingeart som beskrevs av Tibana 1988. Helicobia serrata ingår i släktet Helicobia och familjen köttflugor.
Artens utbredningsområde är Ecuador. Inga underarter finns listade i Catalogue of Life.